# ليفياثان (فلم 2012)
ليفياثان (بالإنجليزية: Leviathan) هو فيلم وثائقي تم إنتاجه في الولايات المتحدة سنة 2012. صدر الفيلم بتاريخ 28 أغسطس 2013 في فرنسا.

## القصة
يتحدث عن تجارب صناعة صيد الأسماك في أمريكا الشمالية.

## الميزانية والإيرادات
حقق أرباحا تقدر بـ 43,934 دولار.

## وصلات خارجية
- ليفياثان على موقع IMDb (الإنجليزية)
- ليفياثان على موقع ميتاكريتيك (الإنجليزية)
- ليفياثان على موقع روتن توميتوز (الإنجليزية)
- ليفياثان على موقع نتفليكس (الإنجليزية)
- ليفياثان على موقع قاعدة بيانات الأفلام العربية
- ليفياثان على موقع ألو سيني (الفرنسية)
- ليفياثان على موقع Turner Classic Movies (الإنجليزية)
- ليفياثان على موقع أول موفي (الإنجليزية)
- ليفياثان على موقع بوكس أوفيس موجو (الإنجليزية)
- ليفياثان على موقع فيلمافينيتي (الإسبانية)
- ليفياثان في قاعدة بيانات السينما العالمية.
- ليفياثان في موقع الطماطم الفاسدة.
- ليفياثان في موقع ميتاكريتيك.